# مقبرة الشيخ محمود
مقبرة الشيخ محمود واحدة من أقدم المقابر الإسلامية في مكة المكرمة. تقع المقبرة في آخر ريع الرسام وبداية جرول للخارج من مكة المكرمة٬ دفن في هذه المقبرة الصحابي العباس بن مرداس السلمي حامل الراية يوم فتح مكة٬ ودفن فيها العباس بن عبد الله بن عباس رضي الله عنه سنة 80 هـ الموافق 699م. بنى سور هذه المقبرة الشيخ علي الشحومي المغربي سنة 1275 هـ الموافق 1859م٬ لاتزال المقبرة قائمة في موضعها٬ إذ تم تسويرها بالطوب.